# (3285) Ruth Wolfe
(3285) Ruth Wolfe (1983 VW1; 1979 YR1) ist ein ungefähr achteinhalb Kilometer großer Asteroid des inneren Hauptgürtels, der am 5. November 1953 von den US-amerikanischen Astronomenehepaar Eugene Shoemaker und Carolyn Shoemaker am Palomar-Observatorium (IAU-Code 675) auf dem Gipfel des Palomar Mountains etwa 80 Kilometer nordöstlich von San Diego, Kalifornien entdeckt wurde.

## Benennung
Der Asteroid (3285) Ruth Wolfe wurde nach Ruth Fanton Wolfe (* 1937) benannt, die Mathematikerin beim United States Geological Survey war und für ihre Untersuchungen der Umlaufbahnen und Kollisionen der Asteroiden bekannt ist. Die Benennung wurde vom US-amerikanischen Astronomen Brian Marsden bestätigt.